# Коханы (Херсонская область)
Коханы (укр. Кохани) — село в Голопристанской городской общине Скадовского района Херсонской области Украины.
Население по переписи 2001 года составляло 348 человек. Почтовый индекс — 75611. Телефонный код — 5539. Код КОАТУУ — 6522381003.

## Местный совет
75610, Херсонская обл., Голопристанский р-н, с. Великая Кардашинка, ул. Мира, 15